# یوشیکاوا، سایتاما
یوشیکاوا در استان سایتاما در کشور ژاپن واقع شده‌است  که دارای جمعیت ۶۳٬۰۵۰ نفر و مساحت ۳۱٫۶۲ کیلومتر مربع با تراکم جمعیت ۱٬۹۹۴  نفر در کیلومترمربع است و در تاریخ ۱ آوریل ۱۹۹۶ به عنوان شهر شناخته شد.